# فريدريك فوجت
فريدريك فوجت (بالنرويجية البوكمول: Fredrik Vogt)‏ هو عميد وبروفيسور ومهندس نرويجي، ولد في 23 ديسمبر 1892 في Christiania/Kristiania ‏ في النرويج، وتوفي في 26 يناير 1970 في أوسلو في النرويج.